# Miętusewo
Miętusewo – przysiółek wsi Świdry-Awissa w Polsce, położony w województwie podlaskim, w powiecie grajewskim, w gminie Szczuczyn.
W latach 1975–1998 przysiółek administracyjnie należał do województwa łomżyńskiego.
Prywatna wieś szlachecka położona była w drugiej połowie XVI wieku w powiecie wąsoskim ziemi wiskiej województwa mazowieckiego.
Niegdyś mieszkał na terenie Miętusewa szlachcic, posiadający już nieistniejące: mały drewniany dworek oraz drewniany młyn wodny na rzece Wissa.